# トキシック・アトラクション
トキシック・アトラクション (Toxic Attraction) は、ジジ・ドリンとジェイシー・ジェインによるプロレスタッグチームである。

## 来歴
NXT2021年7月13日、マンディ・ローズはNXTに戻り、SARRAYとドリンの試合をスカウトし、SARRAYがドリンを破った。翌週、ローズはジェインとフランキー・モネの試合中にリングサイドに現れ、モネがジェインを破った。NXTの8月10日の、ドリンとジェインは力を合わせ、ジェインはアマリ・ミラーとの試合でドリンに同行し、ドリンが勝利を収めた。
NXTの8月31日、ドリンとジェインはローズとの試合に同行し、ローズがSARRAYにドロップキックされた後、ドリンとジェインに連れ去らせた後、ローズはカウントアウトで負けた。翌週、ローズ、ドリン、ジェインは、NXT女子タッグチーム王座の紫雷イオとゾーイ・スターク、ケイシー・カッタンゾーロとケイデン・カーターの両方を攻撃し、ヒールとしての地位を確立した。NXT 2.0のデビューのデビューで9月14日、ドリンとジェインはタッグマッチでカーターとカッタンゾーロと対戦しましたが、ローズが干渉した後、コンテストは終了しなかった。この試合は、ドリン、ジェインが勝利を収めた。翌週、自らを「Toxic Attraction」と名づけ、NXT の女性部門の未来であり、ファンやレスラーからの無礼にうんざりしていると叫んだ。
これに続いて、ローズはNXT女子王座のラクエル・ゴンザレスと争い始め、ドリンとジェインはNXT女子タッグチーム王座選手権をめぐってイオとスタークと争い始めた。NXT 2.0の9月28日、ドリンとジェインはイオとスタークにNXT女子タッグチームチャンピオンシップに挑戦しましたが、負けた。試合後のメインイベントでは、トキシック・アトラクションがロバート・ストーン・ブランド（ジェシー・カメア、ロバート・ストーン、フランキー・モネ）とゴンザレスを攻撃した。ハロウィン・ハボックで、ドリンとジェインがイオとスターク、インディ・ハートウェルとペルシャ・ピロッタをスケアウェイ・トゥ・ヘル・ラダーの トリプルスレット・タッグチームマッチで破った。NXT女子タグチームチャンピオンシップに出場し、ドリンとジェインは、NXTタッグチーム王座を獲得した。その日と同じ夜、ローズはNXT女子王座選手権でゴンザレスを破り、ローズのキャリアで最初のタイトルをマークし、トキシック・アトラクションをNXT女子部門のすべてのタイトルを一晩で同時に保持した。
2022年1月4日のNXT・ニュー・イヤーズ・エヴィルで、ローズはトリプルスレットマッチでコーラ・ジェイドとゴンザレスに対して タイトルを保持した。NXTの2月8日、ケイ・リー・レイと対戦し、ローズは再びタイトルを擁護した。NXT復讐の日、ドリンとジェインは、インディ・ハートウェルとペルシャ・ピロッタに対してNXT女子タグチーム選手権を維持した。NXT Stand & Deliver Kickoff で、ドリンとジェインは NXT女子タッグチーム王座をダコタ・カイとゴンザレスに奪われた。これにより、最初のタイトルの保持期間は158日で終了した。しかし、3日後にタイトルを取り戻した。その後、トキシック・アトラクション は、NXTの5月10日、ドリンとジェインがウェンディー・チューとロクサーヌ・ぺレスと対戦してタイトルを保持し、Roseが6月のNXT In Your Houseでチューに対して保持した。同じイベントで、ドリンとジェインはカタナ・チャンスとケイデン・カーターと対戦した。The Great American Bashで、彼らはジェイドとペレスにタイトルを失い、91日で2度目のタイトルの保持期間を終えた。翌週、トキシック・アトラクションとヒールになったジェイドからの裏切りにより、ローズはペレスに対してNXT女子王座を保持した。2週間後のNXTの8月2日のエピソードで、ドリンとジェインは、致命的な4ウェイエリミネーションマッチで空いているNXT女子タグチームチャンピオンシップに勝つことができなかった。ドリンとジェインは、ニッキー・ASHとドゥドロップと対戦した。その試合でも、勝利した。
2022年8月19日のスマックダウンで、ドリンとジェインは、WWE女子タッグチーム王座トーナメントの第1ラウンドの試合で、ナタリアとソーニャ・デヴィルを破ってメインの名簿デビューを果たした。しかし、ドリンの負傷により、彼らは次のラウンドから抜かれた。彼らは9月9日でSmackDownに復帰し、 WWE女子タッグ王座のアリーヤとラクエル・ロドリゲスに敗れた。2022 Worlds Collideイベントで、NXT女子王座のローズがNXT UK女子王座の 里村明衣子とブレア・ダベンポートをトリプルスレットマッチで破り、両方のチャンピオンシップを統一した。2022年10月11日、ローズのパートナーであるデヴィルは、ドリンとジェインがアルバ・ファイアを攻撃するのを助けた。10月22日のハロウィーン・ハボックで、ローズはドリンとジェインの干渉を受けて、ファイアに対してタイトルを保持した。NXTの11月15日のエピソードで、ローズは、デビューしたアイラ・ドーンからの干渉を受けて、 Last Woman Standingの試合でファイアに対してタイトルを保持した。
2022年12月13日、ローズはロクサーヌ・ペレスにタイトルを失い、413日間のタイトルの保持期間を終えた。WWEは、ローズの露骨なソーシャルメディアコンテンツを理由に、ローズを翌日契約から解雇した。